# Кравцов, Пётр Гаврилович
Пётр Гаврилович Кравцов (1861—1919) — казак Гундаревской станицы, из дворян. Кадровый офицер русской Императорской армии и Донской армии, генерал-майор Всевеликого Войска Донского и Вооружённых Сил Юга России (ВСЮР).

## Биография
Родился 21 января 1861. Приписной казак Гундоровской станицы. Из потомственных дворян Войска Донского. Родился в семье хорунжего Войска Донского Гавриила Павловича Кравцова и Натальи Парфентьевны ур. Селивановой. Вырастал в имении отца Рагозина Балка. К поступлению в юнкерское училище его готовил Антон Павлович Чехов с которым сильно сдружился. Окончил Новочеркасское казачье юнкерское училище, по 1-му разряду, награждён серебряной медалью в память царствования Императора Александра III.

## Служба в Императорской армии
В полку № 20 с 1 сентября 1879 г. Урядником с 10 сентября, Подхорунжим с 4 августа 1881 г. В полку № 5 с 16 апреля 1882 г. Произведён в хорунжие — 25 декабря 1882 г. 5-го Донского казачьего полка. Сотником с 21 сентября 1887 г. со старшинством с 25 декабря 1886 г. Подъесаулом с 15 апреля 1893 г. Есаулом полка № 12 с 15 апреля 1898 г. Награждён орденом Св. Станислава III-ей степени — 25 декабря 1901 г. Награждён Орденом Св. Анны III-ой — 21 февраля 1906 г. Есаул, отставка с чином (войсковой старшина) и мундиром — 23 апреля 1908 г. Награждён орденом Св. Станислава II-ой степени, — 1 октября 1915 г. Войсковым старшиной 16-й Донской казачьей особой конной сотни в составе 14-го АК под командованием Войшин-Мурдас-Жилинского; награждён Орденом Св. Анны II-ой — 27 мая 1917 года.

## Гражданская война в России
Генерал-майор Донской Армии. Генерал Кравцов был зарублен в бою против Особой кавдивизии Южфронта между Пичугой и Дубовкой 12 января 1919 года:
| «К 11 января к югу от Царицына белые вышли в район Чапурников. Севернее Царицына, в районе Давыдовки, успешно действовала казачья группа Голубинцева. Казачья дивизия под командой генерала Кравцова в составе трех конных полков, занимавшая Лозное, 12 января вышла в район Дубовки и отбросила наши стрелковые части за Волгу. Царицыну грозила опасность полного окружения. Генерал Кравцов, располагавшийся со своим штабом в Дубовке, как только ему стало известно, что созданная белыми оборона перед Дубовкой трещит, выступил на помощь с частями кавалерии и пехоты. Но он опоздал со своей помощью: помогать уже некому было. Разгромив оборону противника, бригада совместно с резервным дивизионом контратаковала белогвардейцев, которые шли на неё в атаку из Дубовки. Стремительный удар наших частей, воодушевленных уже одержанным успехом, опрокинул противника, смешал его боевые порядки. Бой был скоротечным, но исключительно напряженным, а закончился он тем, что остатки белогвардейцев, бросая оружие, лошадей и обозы, бежали в район Прямой Балки, откуда на помощь им выступали свежие части. В связи с наступлением темноты бригада и резервный дивизион прекратили дальнейшее преследование противника и расположились на ночлег в Дубовке, выставив сторожевое охранение в Песковатке и Тишанке и ведя разведку в направлении Давыдовки. В бою между Пичугой и Дубовкой были разгромлены четыре кавалерийских и два пехотных полка противника и взяты большие трофеи, в частности, много лошадей. Белые потеряли сотни убитыми и ранеными. Сам генерал Кравцов был зарублен на поле боя. Среди пленных оказалось много офицеров, действующих в качестве рядовых. Этими боями начался рейд кавбригады, а затем кавдивизии на север от Царицына.» |

## Награды
- Серебряная медаль в память царствования Императора Александра III
- Орден Святого Станислава III степени (25 декабря 1901)
- Орден Святой Анны III степени (21 февраля 1906)
- Орден Святого Станислава II степени (1 октября 1915)
- Орден Святой Анны II степени (27 мая 1917)